# Pimelea neoanglica
Pimelea neoanglica är en tibastväxtart som beskrevs av S. Threlfall. Pimelea neoanglica ingår i släktet Pimelea och familjen tibastväxter. Inga underarter finns listade i Catalogue of Life.